# Arturo Pagliai
Arturo Pagliai (Livorno, 1852 – Livorno, 1896) è stato un pittore italiano.

## Biografia
Arturo Pagliai è stato un artista noto per i suoi continui viaggi in cerca d’ispirazione. Visitò Calafuria, la Costa azzurra e Nizza, la Bretagna, Il Levante ligure con La Spezia e Portovenere.
Divenne noto principalmente come pittore di marine e della vita nei luoghi di mare, paesaggi toscani e liguri. A questi soggetti alternava studi di figura femminile.
Espose alle mostre Promotrici di Firenze e a quelle delle Società di Belle Arti di Roma, Genova e Torino.

## Opere
- Acquaiole a Portovenere
- Portovenere
- La vedova
- Studio di luce
- La lettera